# Coniothyriaceae
Coniothyriaceae is een familie van de  Ascomyceten. Het typegeslacht is Coniothyrium.

## Geslachten
Volgens Index Fungorum bestaat de familie uit de volgende geslachten:
- Camarosporomyces
- Coniothyrium
- Dimorphosporicola
- Foliophoma
- Hazslinszkyomyces
- Neoconiothyrium
- Ochrocladosporium
- Pseudoleptosphaeria